# Нове Копшивно
Нове Копшивно (пол. Nowe Koprzywno, нім. Neu Koprieben) — село в Польщі, у гміні Барвиці Щецинецького повіту Західнопоморського воєводства.
Населення — 182 особи (2011).

## Демографія
Демографічна структура станом на 31 березня 2011 року:
|          | Загалом | Допрацездатний вік | Працездатний вік | Постпрацездатний вік |
| -------- | ------- | ------------------ | ---------------- | -------------------- |
| Чоловіки | 99      | 26                 | 68               | 5                    |
| Жінки    | 83      | 17                 | 48               | 18                   |
| Разом    | 182     | 43                 | 116              | 23                   |